# دابلیوسی (خواننده رپ)
دابلیوسی (انگلیسی: WC؛ زادهٔ ۳ فوریهٔ ۱۹۷۰) با نام اصلی ویلیام لوشاون کالهون جونیور خواننده رپ و بازیگر اهل ایالات متحده آمریکا است. وی از سال ۱۹۸۷ میلادی تاکنون مشغول فعالیت بوده‌است.
از فیلم‌ها یا برنامه‌های تلویزیونی که وی در آن نقش داشته‌است می‌توان به جمعه و منفجرش کن اشاره کرد.